# Paul Waschner
Paul Waschner (* 3. Januar 1818 in Turiška vas/Türkendorf; † 14. Februar 1881 in St. Andrä im Lavanttal) war ein österreichischer Realitätenbesitzer und Politiker.

## Leben
Waschner war der Sohn des Landwirts Georg Waschner († nach 1837) und dessen Ehefrau Margarethe geb. Urbanzl (1784–1823). Er war römisch-katholisch und heiratete am 11. September 1837 Maria Pongratz verw. Melchior (23. Mai 1807–16. Oktober 1876). Aus der Ehe gingen keine Kinder hervor.
Waschner lebte als Realitätenbesitzer. Er war von 1855 bis 1867 auch Bürgermeister der Gemeinde St. Andrä und Obmann des katholisch-konstitutionellen Volksvereins in St. Andrä. Vom 6. April 1861 bis zu seinem Rücktritt am 3. Juni 1861 war er Abgeordneter im Kärntner Landtag.